# Tomasz Żmudziński
Tomasz Żmudziński (ur. 24 maja 1969 w Łodzi) – polski hokeista, reprezentant kraju.
Zawodnik grający na pozycji napastnika. Wychowanek ŁKS Łódź, w którym grał do 1991. Następnie, po upadku sekcji hokeja na lodzie w tym klubie, przez jeden sezon reprezentował barwy Boruty Zgierz, a następnie Towimora Toruń.
W sezonie 2014/2015 rozgrywek II ligi reprezentował barwy ŁKH Łódź.